# Natație la Jocurile Olimpice de vară din 2020 - 100 m fluture (feminin)
Proba de 100 de metri fluture feminin de la Jocurile Olimpice de vară din 2020 a avut loc în perioada 24-26 iulie 2021 la Tokyo Aquatics Centre.

## Recorduri
Înaintea acestei competiții, recordurile mondiale și olimpice erau următoarele:
| Record  | Atlet                | Timp  | Loc                      | Data          |
| ------- | -------------------- | ----- | ------------------------ | ------------- |
| Mondial | Sarah Sjöström (SWE) | 55,48 | Rio de Janeiro, Brazilia | 7 august 2016 |
| Olimpic | Sarah Sjöström (SWE) | 55,48 | Rio de Janeiro, Brazilia | 7 august 2016 |

## Program
Orele sunt ora Japoniei (UTC+9) 
| Data                    | Timp  | Etapă      |
| ----------------------- | ----- | ---------- |
| Sâmbătă, 24 iulie 2021  | 19:25 | Calificări |
| Duminică, 25 iulie 2021 | 10:40 | Semifinale |
| Luni, 26 iulie 2021     | 10:30 | Finala     |

## Rezultate

### Calificări
Înotătoarele cu cei mai buni 16 timpi au avansat în semifinale.
| Loc | Serie | Culoar | Înotătoare             | Țară                       | Timp    | Note                  |
| --- | ----- | ------ | ---------------------- | -------------------------- | ------- | --------------------- |
| 1   | 5     | 4      | Zhang Yufei            | China                      | 55,82   | C                     |
| 1   | 5     | 5      | Emma McKeon            | Australia                  | 55,82   | C, Record continental |
| 3   | 4     | 5      | Sarah Sjöström         | Suedia                     | 56,18   | C                     |
| 4   | 4     | 4      | Torri Huske            | Statele Unite ale Americii | 56,29   | C                     |
| 5   | 3     | 4      | Maggie MacNeil         | Canada                     | 56,55   | C                     |
| 6   | 5     | 3      | Louise Hansson         | Suedia                     | 56,97   | C                     |
| 7   | 4     | 3      | Anastasiya Shkurdai    | Belarus                    | 56,99   | C                     |
| 8   | 3     | 3      | Marie Wattel           | Franța                     | 57,08   | C                     |
| 9   | 4     | 6      | Elena Di Liddo         | Italia                     | 57,41   | C                     |
| 10  | 3     | 5      | Claire Curzan          | Statele Unite ale Americii | 57,49   | C                     |
| 11  | 3     | 1      | Katerine Savard        | Canada                     | 57,51   | C                     |
| 12  | 4     | 2      | Ilaria Bianchi         | Italia                     | 57,70   | C                     |
| 13  | 5     | 2      | Anna Ntountounaki      | Grecia                     | 57,75   | C                     |
| 14  | 3     | 2      | Arina Surkova          | COR                        | 58,02   | C                     |
| 15  | 4     | 7      | Svetlana Chimrova      | COR                        | 58,04   | C                     |
| 16  | 5     | 6      | Brianna Throssell      | Australia                  | 58,08   | C                     |
| 17  | 3     | 8      | Maria Ugolkova         | Elveția                    | 58,22   |                       |
| 18  | 4     | 8      | Anastasia Gorbenko     | Israel                     | 58,23   |                       |
| 19  | 3     | 6      | Lana Pudar             | Bosnia și Herțegovina      | 58,32   |                       |
| 20  | 4     | 1      | Farida Osman           | Egipt                      | 58,69   |                       |
| 21  | 5     | 1      | Harriet Jones          | Marea Britanie             | 58,73   |                       |
| 22  | 5     | 7      | Emilie Beckmann        | Danemarca                  | 58,84   |                       |
| 23  | 5     | 8      | An Se-hyeon            | Coreea de Sud              | 59,32   |                       |
| 24  | 2     | 5      | Ellen Walshe           | Irlanda                    | 59,35   |                       |
| 25  | 2     | 3      | Remedy Rule            | Filipine                   | 59,68   |                       |
| 26  | 3     | 7      | Erin Gallagher         | Africa de Sud              | 59,69   |                       |
| 27  | 2     | 4      | Dalma Sebestyén        | Ungaria                    | 59,79   |                       |
| 28  | 2     | 7      | Luana Alonso           | Paraguay                   | 1:00,37 |                       |
| 29  | 2     | 2      | Jeserik Pinto          | Venezuela                  | 1:00,60 |                       |
| 30  | 1     | 4      | Maryam Sheikh Alizadeh | Azerbaidjan                | 1:01,37 |                       |
| 31  | 2     | 6      | Miriam Sheehan         | Puerto Rico                | 1:02,49 |                       |
| 32  | 1     | 5      | Aniqah Gaffoor         | Sri Lanka                  | 1:05,33 |                       |
| 33  | 1     | 3      | Yusra Mardini          | EOR                        | 1:06,78 |                       |

### Semifinale
Înotătoarele cu cei mai buni 8 timpi au avansat în finală.
| Loc | Serie | Culoar | Înotătoare          | Țară                       | Timp  | Note               |
| --- | ----- | ------ | ------------------- | -------------------------- | ----- | ------------------ |
| 1   | 2     | 4      | Zhang Yufei         | China                      | 55,89 | C                  |
| 2   | 1     | 6      | Marie Wattel        | Franța                     | 56,16 | C, Record național |
| 3   | 1     | 4      | Emma McKeon         | Australia                  | 56,33 | C                  |
| 4   | 2     | 5      | Sarah Sjöström      | Suedia                     | 56,40 | C                  |
| 5   | 1     | 5      | Torri Huske         | Statele Unite ale Americii | 56,51 | C                  |
| 6   | 2     | 3      | Maggie MacNeil      | Canada                     | 56,56 | C                  |
| 7   | 1     | 3      | Louise Hansson      | Suedia                     | 56,92 | C                  |
| 8   | 2     | 6      | Anastasiya Shkurdai | Belarus                    | 57,19 | C                  |
| 9   | 2     | 1      | Anna Ntountounaki   | Grecia                     | 57,25 |                    |
| 10  | 1     | 2      | Claire Curzan       | Statele Unite ale Americii | 57,42 |                    |
| 11  | 2     | 8      | Svetlana Chimrova   | COR                        | 57,54 |                    |
| 12  | 1     | 8      | Brianna Throssell   | Australia                  | 57,59 |                    |
| 13  | 2     | 2      | Elena Di Liddo      | Italia                     | 57,60 |                    |
| 14  | 1     | 1      | Arina Surkova       | COR                        | 57,72 |                    |
| 15  | 1     | 7      | Ilaria Bianchi      | Italia                     | 58,07 |                    |
| 16  | 2     | 7      | Katerine Savard     | Canada                     | 58,10 |                    |

### Finala
| Loc | Culoar | Înotătoare          | Țară                       | Timp  | Note               |
| --- | ------ | ------------------- | -------------------------- | ----- | ------------------ |
| 1   | 7      | Maggie MacNeil      | Canada                     | 55,59 | Record continental |
| 2   | 4      | Zhang Yufei         | China                      | 55,64 |                    |
| 3   | 3      | Emma McKeon         | Australia                  | 55,72 | Record continental |
| 4   | 2      | Torri Huske         | Statele Unite ale Americii | 55,73 |                    |
| 5   | 1      | Louise Hansson      | Suedia                     | 56,22 |                    |
| 6   | 5      | Marie Wattel        | Franța                     | 56,27 |                    |
| 7   | 6      | Sarah Sjöström      | Suedia                     | 56,91 |                    |
| 8   | 8      | Anastasiya Shkurdai | Belarus                    | 57,05 |                    |